# Фольклен
Фолькле́н или Фольклинг(фр. Folkling) — коммуна во французском департаменте Мозель региона Лотарингия. Относится к кантону Беран-ле-Форбаш.

## География
Фольклен расположен в 55 км к востоку от Меца. Соседние коммуны: Форбаш на севере, Этен, Беран-ле-Форбаш и Гобвен на северо-востоке, Бусбаш на востоке, Тантелен и Эбрен на юго-востоке, Теден на юге, Берен-ле-Сент-Авольд на юго-западе, Кошран на западе, Морсбаш на северо-западе.

## История
- Коммуна бывшего герцогства Лотарингия.

## Демография
По переписи 2008 года в коммуне проживало 1384 человека.

## Достопримечательности
- Следы галло-романской культуры.
- Пресбитерианская церковь XVIII века.
- Церковь Сент-Элуа 1725 года, хоры XVIII века, расширена в XIX веке.